# 尿管
尿管（にょうかん、ureter）とは腎で作った尿を膀胱に運ぶ管腔臓器である。長さは約28 cm、直径4–7 mm。輸尿管（ゆにょうかん）ともいう。左右に1本ずつある。粘膜・筋層および線維性の外膜からなる。筋層は2層からなり(内縦・外輪であるが、下部では外輪層の外側に縦走筋がある)、1分間に1–4回の蠕動運動をしており、これにより尿を膀胱に効率よく運ぶ。膀胱までに尿を運ぶ際に狭窄する場所として腎盂から尿管へ移行する尿管起始部、総腸骨動脈・総腸骨静脈との交叉部、膀胱壁を貫く膀胱への移行部がある。

腎結石が尿管につかえて痛みの発作をおこすことがある。